# Saxifraga heleonastes
Saxifraga heleonastes är en stenbräckeväxtart som beskrevs av H. Sm.. Saxifraga heleonastes ingår i Bräckesläktet som ingår i familjen stenbräckeväxter. Inga underarter finns listade i Catalogue of Life.